# ريسييري فرونديزي
كان ريسيري فرونديزي (1910–1983) فيلسوفًا أرجنتيني وعالم أنثروبولوجي وعميد بجامعة بوينس آيرس الأرجنتينية.

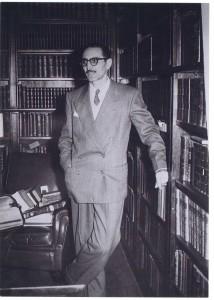
ريسييرس فرونديزي

## خلفية
ولد ريسييري فرونديزي إركولي في 20 نوفمبر 1910 في بوساداس، الأرجنتين. كان والديه خوليو فرونديزي وإيزابيل إركولي، الذين وصلوا في تسعينيات القرن التاسع عشر من غوبيو، أومبريا، إيطاليا. كان لدى فرنديزي سبعة إخوة وست أخوات. وكان من بينهم أرتورو فرونديزي (الرئيس 1958-1962) وريكاردو (أستاذ اللغة الإنجليزية) وسيلفيو (المنظر الماركسي والسياسي والمحامي، الذين اغتيلوا عام 1974). درس فرونديزي في جامعة هارفارد. في عام 1943، حصل فرونديزي على درجة الماجستير من جامعة ميشيغان في آن أربور. في عام 1950 حصل على دكتوراه من الجامعة الوطنية المستقلة في المكسيك.

## مسار مهني
في عام 1935، أصبح فرونديزي أستاذًا للفلسفة في المعهد الوطني للمعلمين في بوينس آيرس. في عام 1937، عند تأسيس الجامعة الوطنية في توكومان، أصبح فرونديزي مديرًا لكلية الفلسفة والآداب حتى عام 1946. وفي العام الدراسي 1943-1944، قاطع تعليمه هناك للاستفادة من منحة لمتابعة الدراسات العليا في جامعة ميشيغان في آن أربور، حيث التقى روي وود سيلرز وديويت باركر.
سُجن فرونديزي، وبعد ذلك قبل دعوته للتدريس في الجامعة المركزية لفنزويلا في كاراكاس لمدة عامين أكاديميين.
في أكتوبر 1946، تم طرد فرونديزي من الجامعة الوطنية الأرجنتينية في توكومان. في عام 1946، قاد أستاذ الفلسفة الأمريكي سيدني هوارد قرارًا بالإجماع في قسمه للجمعية الفلسفية الأمريكية الذي طالب جمهورية الأرجنتين بدعم الحرية الأكاديمية ودعم على وجه التحديد جهود فرونديزي لدعم الحرية الأكاديمية.

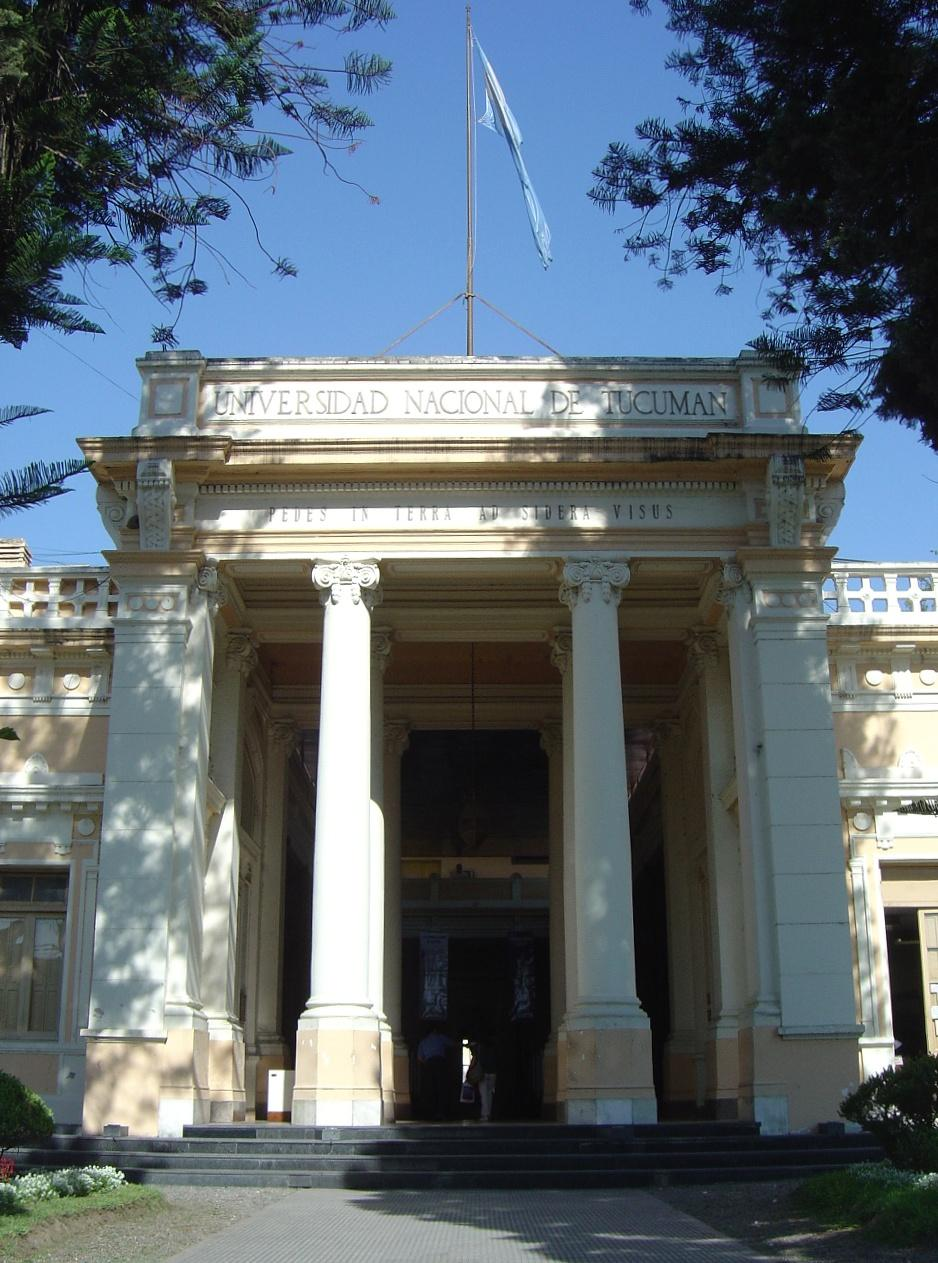
مبنى المديرية في الجامعة الوطنية في توكومان.

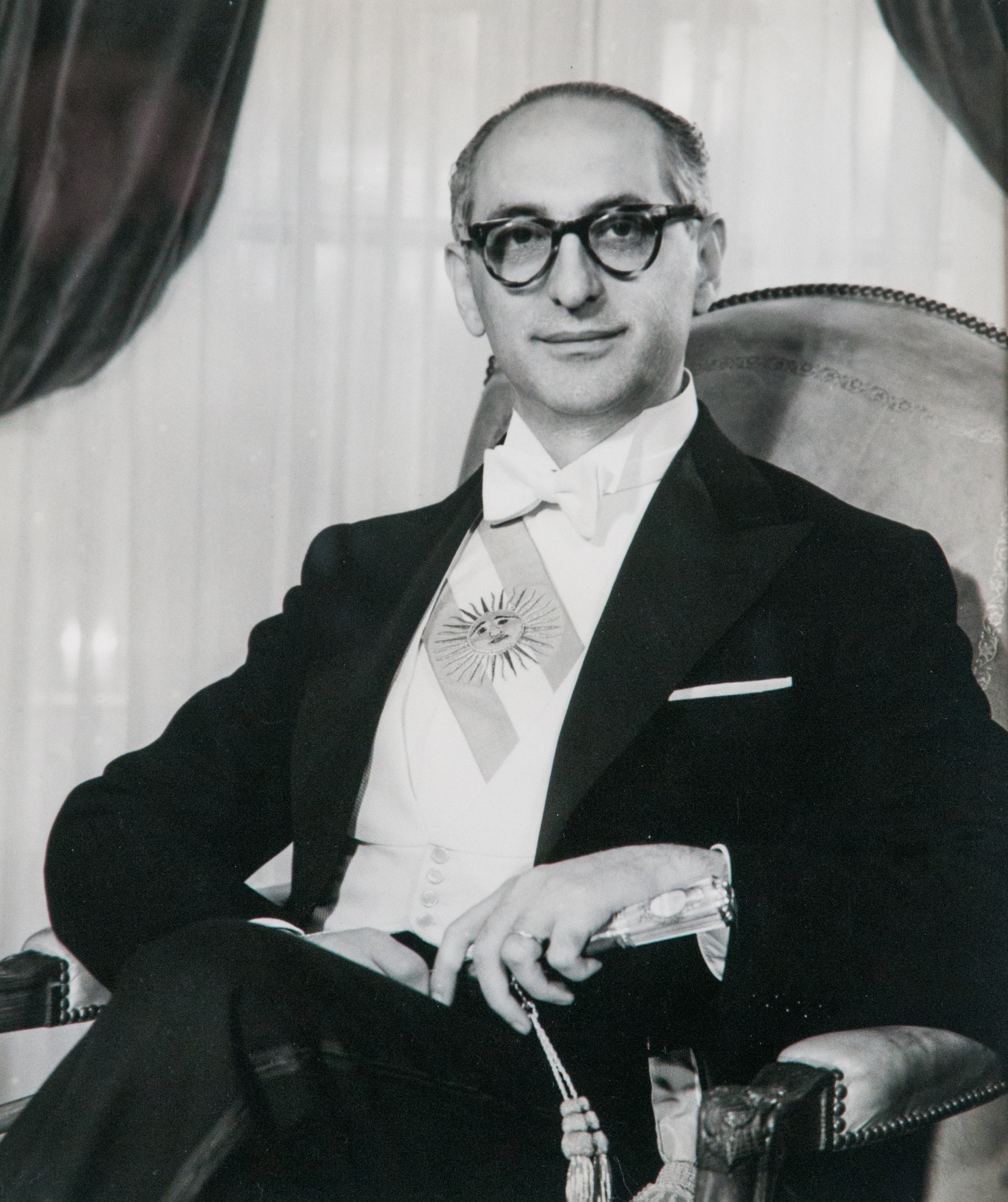
الصورة الرسمية لشقيق ريسييري فرونديزي أرتورو فرونديزي، رئيس الأرجنتين (1958).

في عام 1957، أصبح فرونديزي عميد جامعة بوينس آيرس. روج لبناء المدينة الجامعية والأنشطة البحثية. أسس مدرسة الصحة العامة، ودعم قسم الإرشاد المهني، ووسع نظام المنح الدراسية للطلاب والخريجين. (في عام 1958، أصبح شقيقه أرتورو فرونديزي رئيسًا وأطيح به في عام 1962 عن طريق انقلاب عسكري دعمه الرئيس المقبل خوان بيرون.)
خلال آخر انقلاب في يونيو 1966 (ثورة الأرجنتين الأرجنتينية (الثورة الأرجنتينية))، أصبح الجنرال خوان كارلوس أونجانيا رئيسًا فعليًا، مدعومًا بالعديد من قادة الاتحاد العام للعمل (CGT)، ومن بينهم الأمين العام أوغستو فاندور. أدى هذا إلى سلسلة من الرؤساء المعينين من قبل الجيش. في يوليو 1966 أمرت أونغانيا بالتخليص القسري لخمسة مرافق لجامعة بوينس آيرس (UBA) في 29 يوليو 1966 من قبل الشرطة الفيدرالية، وهو حدث معروف باسم La Noche de los Bastones Largos ("ليلة الخفافيش الطويلة"). تم شغل هذه المرافق من قبل الطلاب والأساتذة والخريجين (أعضاء الحكومة المستقلة للجامعة) الذين عارضوا تدخل الحكومة العسكرية في الجامعات وإلغاء إصلاح الجامعة عام 1918. أدى القمع الجامعي إلى نفي 301 من أساتذة الجامعات، بما في ذلك مانويل سادوسكي وتوليو هالبيرين دونغي وسيرجيو باجو وريسيري فرونديزي.
في السنوات اللاحقة، قام فرونديزي بالتدريس في جامعة بنسلفانيا، وجامعة ييل، وجامعة بورتوريكو، وجامعة إلينوي في كاربونديل، وجامعة تكساس في أوستن، وجامعة كاليفورنيا في لوس أنجلوس، وكلية كارلتون، وجامعة بايلور.

## حياته الشخصية ومماته
وشغل فرونديزي منصب رئيس اتحاد جامعات أمريكا اللاتينية، وكذلك جمعية الفلسفة في أمريكا اللاتينية. وكان عضوا في المعهد الدولي للفلسفة في باريس.
توفي فرونديزي عن عمر يناهز 72 عاما في 23 شباط/فبراير 1983 في مستشفى في واكو، تكساس، بنوبة قلبية، أثناء التدريس في بايلور.

## أعماله
نشر فرونديزي 15 كتاب وأكثر من 100 مقال، بما في ذلك:
- نقطة البداية من الفيلسوفة (1945)
- ما هي القيم؟ (ما هي القيم؟) (1958)
- نحو الجامعة جديدة (1958)
- الجامعة ومهامها (1959)
- الجامعة في عالم من التوترات. جامعة في عالم من التوترات: رسالة الجامعات في أمريكا اللاتينية (1971)
- مقدمة إلى المشاكل الأساسية للإنسان (مقدمة إلى المشاكل الأساسية للإنسان) (1977)